# Süleyman Hilmi Tunahan
Süleyman Hilmi Tunahan (geboren 1888 im Dorf Ferhatlar, heute Deltschewo, Gemeinde Isperich, Oblast Rasgrad in Bulgarien; gestorben 16. September 1959 in Üsküdar, Türkei) war ein islamischer Gelehrter des 20. Jahrhunderts und  Naqschbandi-Scheich.

## Leben
Tunahan schloss 1902 die Mittelschule in Silistra ab und lernte anschließend Arabisch an der Satırlı-Medrese. 1907 setzte er seine religiöse Ausbildung in Istanbul fort. Er studierte den Koran, Tafsir und Hadith an verschiedenen Institutionen. 1918 erhielt er die Lehrerlaubnis und eine Stelle als Müderris mit einem Monatslohn von 400 Kuruş. 1920 erhielt er die osmanische Staatsbürgerschaft. Tunahan unterrichtete Türkisch und Arabisch an verschiedenen Medressen. Nach der Einführung des Gesetzes über die Vereinheitlichung des Unterrichts legte er sein Amt nieder und unterrichtete nun ehrenamtlich islamische Wissenschaften. 1930 verließ Tunahan Istanbul und arbeitete in der Landwirtschaft auf einem Hof in Çatalca, den ihm sein Vater hinterlassen hatte. In dieser Zeit unterrichtete er Landarbeiter und seine beiden Töchter Bedia und Ferhan, was einen Tabubruch bedeutete.
1938 nahm er eine Stelle als Prediger an und predigte als Angestellter der Religionsbehörde vornehmlich in den kleineren Moscheen Istanbuls. 1939 wurde er festgenommen und drei Tage in Polizeigewahrsam misshandelt. 1943 entzog die Behörde ihm die Predigererlaubnis. 1944 folgte eine weitere, diesmal achttägige, Festnahme. Die Predigererlaubnis erhielt er 1950 zurück. 1951 eröffnete Tunahan sein erstes privates Koran-Internat in Konya. Im Jahr 1957 wurde er nach einer Predigt in der Großmoschee (Ulu Cami) in Bursa denunziert. Er habe sich zum Mahdi ausgerufen, hieß es. Tunahan kam in Haft und 59 Tage später forderte man die Todesstrafe gegen ihn. Das Gerichtsverfahren endete mit einem Freispruch.
Tunahan wurde auf dem Karacaahmet-Friedhof in Istanbul begraben. Die einzige Schrift, die er hinterließ, war ein siebenseitiges Elif-Cüz-Heftchen, mit dem man binnen weniger Stunden die arabische Schrift erlernen kann.
Auf seine Lehren berufen sich in Deutschland insbesondere die im Verband der Islamischen Kulturzentren zusammengeschlossenen Moscheegemeinden, die von Dritten häufig Süleymancılar genannt werden.